# Матеа Милосављевић
Матеа Милосављевић (Београд, 31. октобар 1989) српска је глумица.
Глуму је дипломирала на Академији уметности у Београду, у класи Мирјане Карановић.
Прву значајнију улогу имала је у филму Поред мене, у ком је тумачила Сандру. Позната је и по улогама у серијама Моја генерација  (Матеа) и Игра судбине (манекенка Софија Шубаревић).

## Филмографија
| Год.       | Назив                  | Улога               | Напомена                |
| ---------- | ---------------------- | ------------------- | ----------------------- |
| 2010-е     |                        |                     |                         |
| 2013.      | Певај, брате!          | Миа                 | ТВ серија, 1 еп.        |
| 2015.      | Ургентни центар        | Јасна               | ТВ серија, 1 еп.        |
| 2015.      | Поред мене             | Сандра              |                         |
| 2016.      | Влажност               | Сара                |                         |
| 2016.      | Андрија и Анђелка      | девојка на терапији | ТВ серија, 1 еп.        |
| 2016.      | модел 1                |                     |                         |
| 2017.      | Врати се Зоне          | Милка               |                         |
| 2017.      | Војна академија        | комшиница           | ТВ серија, 1 еп.        |
| 2017.      | Проклети пас           | курва 1             |                         |
| 2018.      | Погрешан човек         | Ванеса              |                         |
| 2019.      | Шифра Деспот           | асистенткиња Снеки  | ТВ серија, 2 еп.        |
| 2019.      | Моја генерација        | Матеа               | ТВ серија, главна улога |
| 2019.      | Жмурке                 | Загорка             | ТВ серија, 1 еп.        |
| 2019.      | Државни службеник      | шанерка             | ТВ серија, 1 еп.        |
| 2019.      | Група                  | Петрина тетка       | ТВ серија, 8 еп.        |
| 2019.      | Бисер Бојане           | Милица              | ТВ серија, 3 еп.        |
| 2020-е     |                        |                     |                         |
| 2020—2025. | Игра судбине           | Софија Шубаревић    | ТВ серија, главна улога |
| 2020       | Хотел Београд          | сеоска девојка 2    |                         |
| 2020       | Лудница суботње вечери | Биља                | кратки филм             |
| 2023.      | Изолација              | Леа                 |                         |
| 2024.      | Поред нас              | Сандра              |                         |
| 2024.      | Мочвара                | Беба                | ТВ серија               |